# Juan Nepomuceno Mateus
Juan Nepomuceno Mateus (Colombia, siglo XIX) fue un militar colombiano.

## Biografía
General del Ejército Nacional de Colombia. 
Fue representante del Estado Soberano de Boyacá, posteriormente fue secretario de Guerra y Marina.Participó en la Guerra Civil de 1895.Además fue presidente del Estado Soberano de Bolívar entre el 1 de junio de 1885 al 21 de diciembre de 1885.
Fue Comandante del Ejército Nacional de Colombia entre 1896 y 1898.